# 代数几何

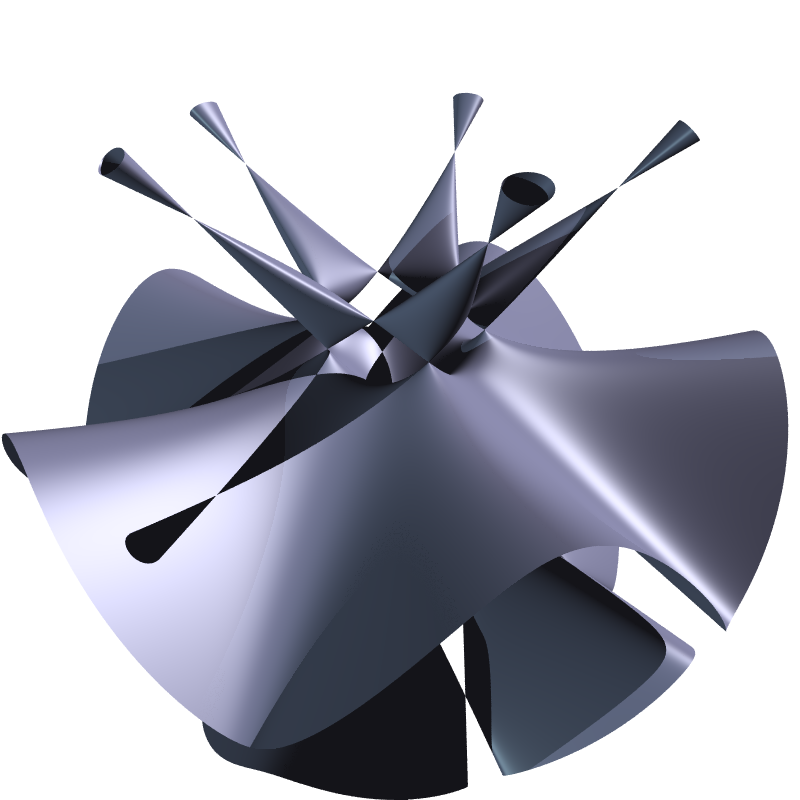
陶里亚蒂曲面是一个五阶代数曲面。上图代表曲面的其中一个实轨迹。

代数几何（英語：algebraic geometry）是数学的一个分支，经典代数几何研究多项式方程的零点。现代代数几何将抽象代数，尤其是交换代数，同几何学的语言和问题结合起来。
代数几何的基本研究对象为代数簇。代数簇是由空间坐标的若干代数方程的零点集。常见的例子有平面代数曲线，比如直线、圆、椭圆、抛物线、双曲线、三次曲线（非奇异情形称作椭圆曲线）、四次曲线（如双纽线，以及卵形线）、以及一般n次曲线。代数几何的基本问题涉及对代数簇的分类，比如考虑在双有理等价意义下的分类，即双有理几何，以及模空间问题，等等。
代数几何在现代数学占中心地位，与多复变函数论、微分几何、拓扑学和数论等不同领域均有交叉。始于对代数方程组的研究，代数几何延续解方程未竟之事；与其求出方程实在的解，代数几何尝试理解方程组的解的几何性质。代数几何的概念和技巧都催生了某些最深奥的数学的分支。
进入20世纪，代数几何的研究又衍生出几个分支：
- 研究代数簇中，坐标在有理数域或代数数域里的点；这一分支发展成算术几何（更经典地，丢番图几何），属于代数数论的分支。
- 研究代数簇的实点，即实代数几何。
- 奇点理论的一大部分致力于研究代数簇中的奇异点，及关于奇异点的解消的存在性和方法。
- 代数簇的上同调理论，如晶体上同调、平展上同调、以及Motive（页面存档备份，存于）上同调。
- 几何不变量理论，起始于戴维·芒福德在二十世纪六十年代的研究，其思想起源于大卫·希尔伯特的古典不变量理论。
- 随着计算机的兴起，计算代数几何作为代数几何与符号运算两支的交叉而崭露头角。这一分支本质上包含开发算法和软件与寻找显代数簇的性质这两项工作。

20世纪以来，代数几何主流的许多进展都在抽象代数的框架内进行，越发强调代数簇“内蕴的”性质，即那些不取决于代数簇在射影空间的具体嵌入方式的性质，与拓扑学、微分几何及复几何等学科的发展相应。抽象代数几何的一大关键成就是格罗滕迪克的概形论；概形论允许人们应用层论研究代数簇，某种意义上与应用层论研究微分流形与解析流形是否相似。概形论延伸了点的概念。在经典代数几何中，根据希尔伯特零点定理，一个仿射代数簇的一点对应于坐标环上的一个极大理想，仿射概形上的子簇则对应于坐标环的素理想。而在概型论中，概型的点集包含了经典情况代数簇的点集，以及所有子簇的信息。这种方法使得经典代数几何（主要涉及闭点）同时联系起了微分几何、数论等主流分支的问题研究。

## 基本概念

### 联立多项式的零点

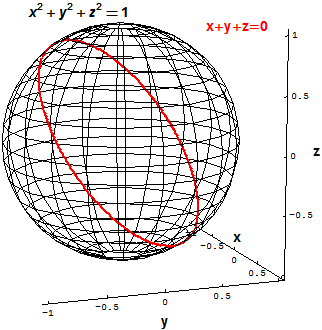
球和倾斜的圆周

在古典代数几何中，主要的研究对象是一组多项式的公共零点集，即同时满足一个或多个多项式方程的所有点组成的集合。 例如，在三维欧几里德空间{\displaystyle \mathbb {R} ^{3}}中的单位球面被定义为满足方程
{\displaystyle x^{2}+y^{2}+z^{2}-1=0}
的所有点{\displaystyle (x,y,z)}的集合。
一个 "倾斜的" 圆周在三维欧几里德空间{\displaystyle \mathbb {R} ^{3}}中可以被定义为同时满足如下两个方程
{\displaystyle x^{2}+y^{2}+z^{2}-1=0}，
{\displaystyle x+y+z=0}
的所有点{\displaystyle (x,y,z)}的集合。

### 仿射簇
现在我们开始进入稍微抽象的领域。考虑一个数域 {\displaystyle k}，在古典代数几何中这个域通常是复数域{\displaystyle \mathbf {C} }，现在我们把它推广为一个代数封闭的数域。我们定义数域{\displaystyle k}上的{\displaystyle n}维仿射空间{\displaystyle {\mathbb {A} }_{k}^{n}}，简单讲来，它只是一些点的集合，以下为方便我们简记为{\displaystyle {\mathbb {A} }^{n}}。
如果函数
{\displaystyle f:{\mathbb {A} }^{n}\to {\mathbb {A} }^{1}}
可以被写为多项式，即如果有多项式{\displaystyle p}在
{\displaystyle k[x_{1},\cdots ,x_{n}]}上，
使得对{\displaystyle {\mathbb {A} }^{n}}上的每个点
{\displaystyle (t_{1},\cdots ,t_{n})}
都有
{\displaystyle f(t_{1},\cdots ,t_{n})=p(t_{1},\cdots ,t_{n})}，定义这个函数是正则的。
{\displaystyle n}维仿射空间的正则函数正是数域{\displaystyle k}上{\displaystyle n}个变量的多项式。我们将{\displaystyle {\mathbb {A} }^{n}}上的正则函数记为 {\displaystyle k[{\mathbb {A} }^{n}]}。

## 與拓撲場論的關係
拓撲場論是數學物理中對sigma 模型的場做路徑積分量子化的理論。
sigma 模型是從一個實二維曲面到一個固定空間的映射，再加上此二維曲面上一些叢的平滑截面。其中映射部份被稱爲玻色場，截面部份被稱爲費米場。該理論的主要目的是通過路徑積分計算配分函數。
在一些特殊情況下，可以用局部化方法把配分函數原在無限維空間的積分化簡爲在有限維空間的積分。對不同的作用量而言，這個過程給出了代數幾何的幾種計數理論，包括：
- Gromov Witten 不變量（即IIA型弦論）
- 辛流形裡的全純曲線計數
- Seiberg Witten不變量
- Chern Simon 數規範場

IIB型弦論則利用了 Hodge 結構的形變來計算。

## 主要研究者
- 亞歷山大·格羅滕迪克
- 讓-皮埃爾·塞爾
- 奧斯卡·扎里斯基
- 安德烈·韋伊
- 米高·弗朗西斯·阿蒂亞
- 愛德華·威滕
- 小平邦彦
- 森重文
- 廣中平祐
- 梅村浩
- 飯高茂
- 斎藤秀司
- 周煒良